# Essay
Essay é uma comuna francesa na região administrativa da Normandia, no departamento Orne. Estende-se por uma área de 16,13 km². Em 2010 a comuna tinha 550 habitantes (densidade: 34,1 hab./km²).